# خوزه آندرس پرز
خوزه آندرس پرز (انگلیسی: José Andrés Pérez؛ زادهٔ ۲۶ سپتامبر ۱۹۷۲) بازیکن سابق و مدیر فوتبال اهل مکزیک است.